# 胡里尼夫卡 (哈爾科夫州)
50°8′56″N 35°50′16″E / 50.14889°N 35.83778°E
胡里尼夫卡（羅馬化：Hurynivka）是位於烏克蘭東部的村莊，由哈爾科夫州博霍杜希夫區的佐洛奇夫市鎮負責管轄。該村距離大羅霍江卡和佩雷莫哈2公里，始建於1730年，面積1.04平方公里，海拔高度130米，2001年人口344。